# Dan Herbert
Pas d'image ? Cliquez ici

a Compétitions nationales et continentales officielles uniquement.

b Matchs officiels uniquement.
Dernière mise à jour le 2 février 2024.
Daniel Joseph Herbert dit Dan Herbert, né le 6 février 1974 à Brisbane, est un joueur de rugby à XV australien qui joue avec l'équipe d'Australie de 1994 2002 (67 sélections) au poste de trois-quarts centre (1,88 m et 100 kg). Il remporte la Coupe du monde de rugby 1999 avec l’équipe d'Australie. 

## Biographie
Il reçoit sa première cape à 20 ans, en juin 1994, à l’occasion d’un match contre l'équipe d'Irlande. Son dernier test match fut contre l'équipe d'Italie en novembre 2002. Il fut souvent en concurrence avec Tim Horan et Jason Little, mais parvint à amasser 67 sélections pour les Wallabies. Herbert dispute cinq matchs de la Coupe du monde de rugby 1999, y compris la victoire en finale contre l'équipe de France.
Il évolua d’abord au sein de l’équipe de province du Queensland (124 matchs, deuxième meilleur total de l’histoire des Reds) avant de partir pour la France, où il rejoignit l’USA Perpignan en 2003, alors qu’il était titulaire avec les Wallabies. Longtemps considéré comme le meilleur trois-quart centre du monde, il est sollicité une première fois par le Stade français en 2000, puis par Leicester, mais finit par choisir l’USAP sur conseil de l’ouvreur catalan Manuel Edmonds. Il ne dispute que 7 rencontres avec l’USAP, et est mis en arrêt de travail le 7 juin 2004, en raison d’une hernie cervicale contractée en avril, et pour laquelle il est opéré du rachis. Le club cesse de le payer en juin 2005, un an avant la fin prévue de son contrat, considérant qu’il ne peut plus rejouer. Herbert, persuadé du contraire, décide alors d'assigner Perpignan aux prud'hommes pour rupture abusive, demandant 171 260 euros, puis 240 000 euros d’arriérés de salaire, de congés payés et de droit à l’image. Les deux parties se renvoient l’expertise d’un médecin du travail qui avait considéré Herbert « apte à reprendre une activité professionnelle mais inapte temporairement à la pratique du rugby ». Le 7 novembre 2006, le conseil des prud’hommes condamne l’USAP à lui verser 182 000 euros.
Il est le frère de Anthony Herbert, lui aussi champion du monde, en 1991. Il possède un passeport européen grâce à son mariage avec une Irlandaise.

## Palmarès
- Vainqueur de la Coupe du monde de rugby 1999 au pays de Galles

## Statistiques

### En club
- 124 matchs de Super 12 avec les Reds

### En équipe nationale
- 67 sélections entre 1994 et 1999
- 55 points (11 essais)
- Nombre de tests par saison : 4 en 1994, 4 en 1995, 5 en 1996, 1 en 1997, 12 en 1998, 12 en 1999, 10 en 2000, 9 en 2001 et 10 en 2002